# Policarpo (prefetto del pretorio)
Policarpo (latino: Polycarpus; Berytus, ... – ...; fl. fine anni 480-498) fu un funzionario dell'Impero romano d'Oriente.
Nativo di Berytus, era un cristiano. Mentre era a Berytus, alla fine degli anni 480, collaborò con Zacaria e Severo (poi vescovo di Antiochia) a sopprimere le pratiche di magia. Dopo aver ricoperto il ruolo di scriniarius, fu nominato prefetto del pretorio d'Oriente dall'imperatore Anastasio I, nel 498.